# واقعیت (ترانه)
«واقعیت» (به انگلیسی: REALiTi) ترانه‌ای از موسیقی‌دان کانادایی گرایمز می‌باشد که قرار بود در چهارمین آلبوم استودیویی وی که لغو شد قرار داشته باشد و در ۸ مارس سال ۲۰۱۵ ویدئوی این ترانه به‌عنوان یک تقدیمی برای طرفداران آسیایی گرایمز در یوتیوب منتشر شد. «واقعیت» بعدها وارد آلبوم گرایمز که در سال ۲۰۱۵ با نام فرشتگان هنر منتشر شد، قرار گرفت. نسخهٔ دمو به‌عنوان قطعهٔ تشویقی در نسخهٔ سی‌دی این آلبوم قرار داشت.